# Bao Zheng

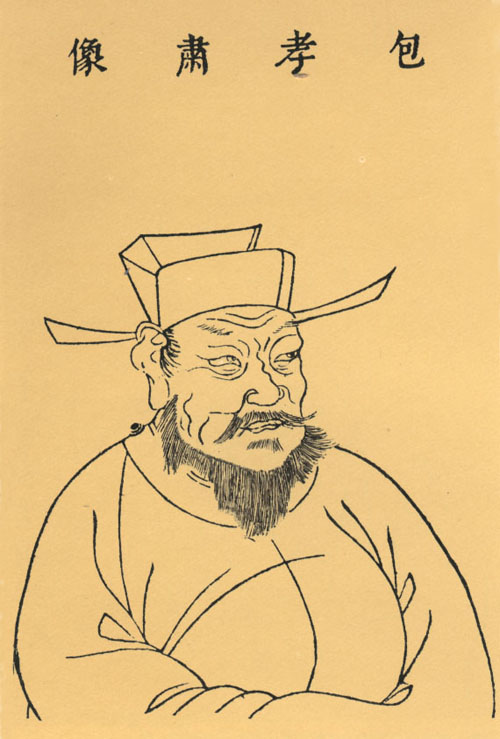
Ilustración de Compendio ilustrado de los Tres Reinos (1609)

Bao Zheng (包拯; Bāo Zhěng; 5 de marzo de 999 – 3 de julio de 1062), comúnmente conocido como Bao Gong (包公; Bāo Gōng; «Señor Bao»), fue un político chino durante el reinado del emperador Renzong en la dinastía Song de China. Durante sus veinticinco años en la función pública, Bao demostró constantemente una honestidad y rectitud extremas, con acciones como condenar a su propio tío, impugnar a un tío de la concubina favorita del emperador Renzong y castigar a familias poderosas. Su nombramiento de 1057 a 1058 como prefecto de la capital de Song, Kaifeng, donde inició una serie de cambios para escuchar mejor las quejas del pueblo, lo convirtió en una figura legendaria. Durante sus años en el cargo, se ganó el título honorífico de Justicia Bao (包青天) debido a su capacidad para ayudar a los campesinos a superar la corrupción.
En la actualidad, Bao Zheng es honrado como símbolo cultural de la justicia en la sociedad china. Sus historias gong'an y wuxia, en gran parte ficticias, han aparecido en diferentes medios literarios y dramáticos (empezando por Los siete héroes y los cinco caballeros), y han gozado de una popularidad sostenida. En la mitología china dominante, se le suele representar con un sombrero zhanjiao futou de juez y una luna creciente en la frente. Algunas provincias chinas deificaron posteriormente al juez Bao, equiparándolo al benévolo dios de la guerra Guan Gong.

## Primeros años
Bao Zheng nació en el seno de una familia de eruditos en Shenxian (慎县), Hefei, Luzhou (actual condado de Feidong, cerca de Hefei, Anhui). La familia de Bao pertenecía a la clase media, su padre Bao Lingyi (包令仪) era un erudito y funcionario, mientras que su abuelo Bao Shi Tong (包士通) era un plebeyo. Aunque los padres de Bao podían permitirse enviarlo a la escuela, su madre tuvo que subir a las montañas para recoger leña justo antes de darlo a luz. Como Bao creció entre la clase trabajadora baja, comprendía bien las penurias de la gente, odiaba la corrupción y deseaba firmemente la justicia.
A la edad de 29 años, Bao aprobó el examen imperial de más alto nivel y obtuvo el título de Jinshi. Fue nombrado magistrado del condado de Jianchang, pero aplazó el inicio de su carrera oficial durante una década para cuidar de sus ancianos padres y observar fielmente los ritos de luto tras su muerte.
Durante el tiempo que Bao cuidaba de sus padres en casa, Liu Yun (刘赟), magistrado de Luzhou que tenía fama de ser un excelente funcionario poético y justo, solía visitar a Bao. Debido a que ambos se llevaban bien, Bao obtuvo una gran influencia de Liu Yun en lo que respecta al amor por la gente.

## Como magistrado de Tianchang
Tras el fallecimiento de sus padres, Bao Zheng, que entonces tenía 39 años, fue nombrado magistrado del condado de Tianchang, no muy lejos de su ciudad natal. Fue aquí donde Bao estableció su reputación como juez astuto. Según una anécdota, un hombre denunció una vez que le habían cortado la lengua a su buey. Bao le dijo que volviera y sacrificara el buey para venderlo. Pronto llegó otro hombre al tribunal y acusó al primero de sacrificar en privado una «bestia de carga», un delito castigado con un año de servidumbre penal. Bao bramó: «¿Por qué le cortaste la lengua al buey y luego lo acusaste?». Conmocionado, el culpable tuvo que confesar.

## Como prefecto de Duanzhou
En 1040, Bao Zheng fue ascendido a prefecto de Duanzhou (la actual Zhaoqing), en el sur, una prefectura famosa por sus piedras de tinta de alta calidad, de las que se presentaba un cierto número anual a la corte imperial. Sin embargo, Bao descubrió que los prefectos anteriores habían cobrado a los fabricantes muchas más piedras de tinta que el tributo requerido —varias docenas de veces más— para sobornar a los ministros influyentes con los extras. Bao abolió esta práctica diciendo a los fabricantes que llenaran sólo la cuota requerida.
Cuando terminó su mandato en 1043, Bao se fue sin una sola piedra de tinta en su poder. Fue en Duanzhou donde escribió este poema:
| 清心為治本 (qīng xīn wèi zhì běn)     |  | La esencia de gobernar radica en un corazón puro,                |
| 直道是身謀 (zhí dào shì shēn móu)     |  | La estrategia de la vida es seguir caminos rectos.               |
| 秀幹終成棟 (xiù gàn zhōng chéng dòng) |  | Un tallo elegante será con el tiempo un tronco,                  |
| 精剛不作鉤 (jīng gāng bù zuò gōu)     |  | El acero refinado no puede doblarse como un gancho.              |
| 倉充鼠雀喜 (cāng chōng shǔ què xǐ)    |  | Las ratas y los gorrienes disfrutan cuando el trigo abunda,      |
| 草盡兔狐愁 (cǎo jǐn tù hú chóu)       |  | Los conejos y los zorros se preocupan cuando la hirba escasea.   |
| 史冊有遺訓 (shǐ cè yǒu yí xùn)        |  | Los libros de historia contienen la sabiduría de los fallecidos: |
| 勿貽來者羞 (wú yí lái zhě xiū)        |  | ¡No avergüenzes a tus descendientes!                             |

## Como censor investigador

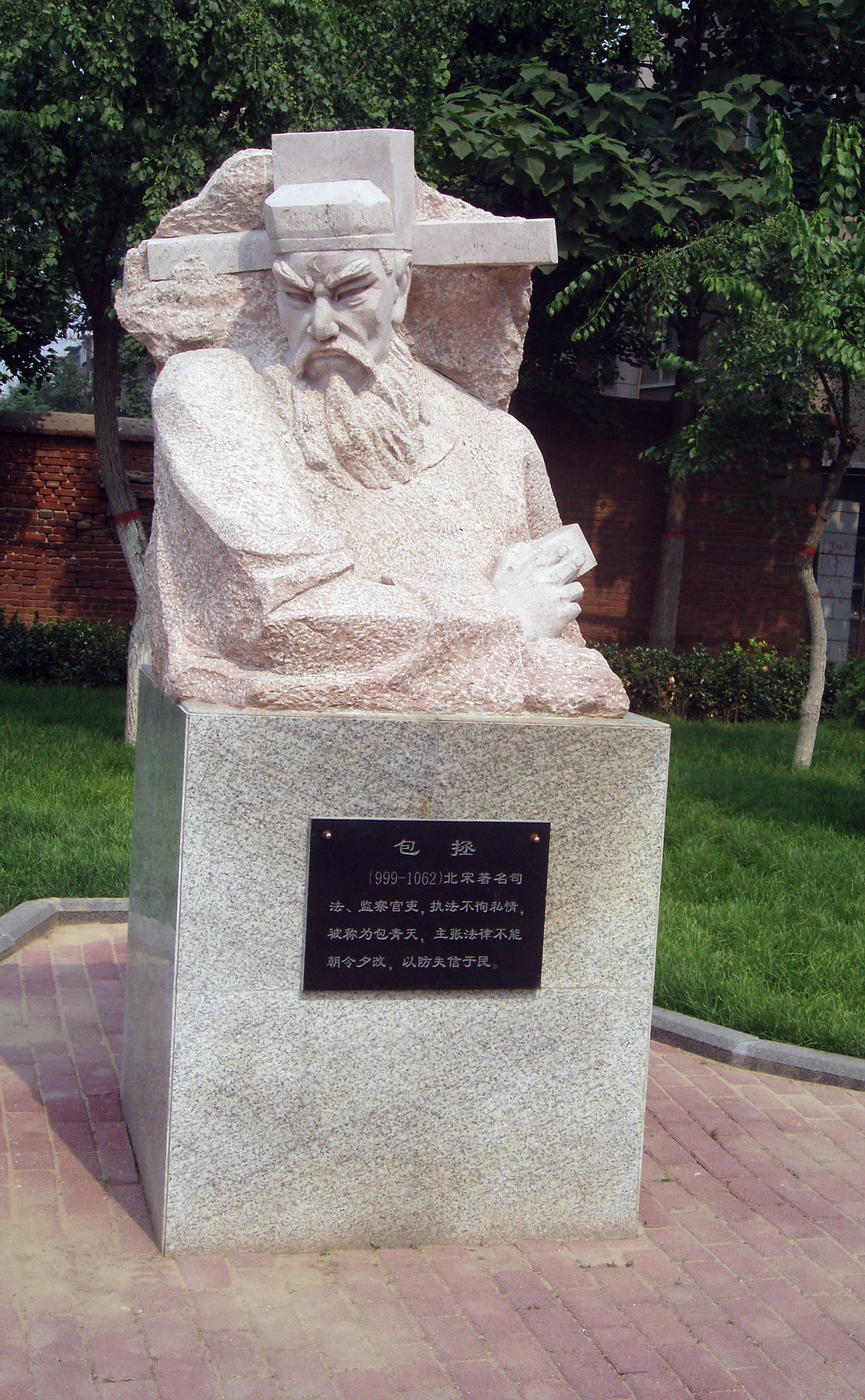
Estatua de Bao Zheng en el Parque de Xiqing (西清公园), Shijiazhuang, Hebei, China.

Bao Zheng regresó a la capital y fue nombrado censor investigador en 1044. Durante los dos años siguientes en este puesto, Bao presentó al menos 13 memorandos al emperador Renzong de Song sobre el ejército, los impuestos, el sistema de exámenes y la deshonestidad e incompetencia gubernamental.
En 1045, Bao fue enviado a la dinastía Liao como mensajero. Durante una audiencia, un funcionario de Liao acusó a los Song de violar la paz al instalar una puerta lateral secreta en la prefectura fronteriza de Xiongzhou, para solicitar desertores de Liao para obtener información. Bao replicó: «¿Por qué se necesita una puerta lateral para la inteligencia?». El súbdito de Liao no pudo responder.
En los años siguientes, Bao ocupó los siguientes cargos:
- Comisario fiscal de Hebei
- Vicedirector del Ministerio de Justicia
- Auxiliar en la Academia de Dignidades Académicas (直集賢院)
- Vicecomisario del Ministerio de Hacienda

## Acusando a Zhang Yaozuo
La consorte favorita del emperador Renzong había sido la concubina Zhang, a la que había querido convertir en emperatriz pero no pudo por la oposición de su (desconocido para él) falsa madre, la emperatriz viuda Liu. No obstante, el tío de la concubina, Zhang Yaozuo (張堯佐), ascendió rápidamente en pocos años de puestos locales menores a altos cargos, incluido el de comisario de finanzas del Estado (三司使). El 12 de julio de 1050, Bao y otros dos censores presentaron juntos un memorándum, que en un lenguaje fuerte acusaba a Zhang de mediocridad y desvergüenza, atribuyendo incluso a sus nombramientos desastres naturales. Probablemente molesto, el emperador Renzong no sólo no hizo nada a Zhang Yaozuo, sino que concedió a la hermana del consorte Zhang un título cuatro días después. Pero Bao no se rindió. En otro memorando presentado por él mismo, escribió:

En todas las dinastías, los miembros de la familia de los consortes imperiales, aunque tuvieran talento, no eran nombrados para el cargo, por no hablar de uno mediocre y sin talento... En la postración, tu súbdito vio que nuestra dinastía-nación desde sus fundadores siempre había seleccionado cuidadosamente a los ministros inteligentes para los nombramientos, incluso en tiempos de tesorería desbordada... El estado actual (financiero) es calamitoso y peligroso desde todos los puntos de vista, ¿cómo pudo este hombre ser nombrado para ese puesto y mantenerse en él, frustrando las esperanzas del mundo y descuidando los asuntos del mundo? Su súbdito siente verdadera y dolorosa pena por su majestad.

En parte para apaciguar las protestas de Bao y otros, el emperador relevó a Zhang Yaozuo del cargo de comisionado de finanzas del Estado, pero en su lugar le nombró un puesto concurrente de cuatro comisionados: comisionado de asistente de palacio, comisionado militar de Huainan, comisionado militar en jefe de Qunmu (群牧製置使) y comisionado del palacio de Jingling (景靈宮). En un memorando fechado el 26 de diciembre, Bao expresó su enérgica protesta y escribió:

La situación en este momento es, si su majestad está decidida a nombrar a Yaozuo, entonces expulse a este consejero; si su majestad va a escuchar a este consejero, entonces (su majestad) debe remover a Yaozuo.

En la siguiente reunión de la corte para autentificar estos puestos, se produjo una acalorada discusión en la corte dirigida por siete ministros, entre ellos Bao, que tuvo como resultado la retirada del nombramiento de Zhang como comisario de asistencia de palacio y comisario del palacio de Jingling. Unas décadas después, Zhu Bian (朱弁, 1085–1144) escribió un relato humorístico en sus Anécdotas de Quwei (曲洧舊聞), que probablemente contribuyó al desarrollo de futuras leyendas:

Un día, cuando el emperador se disponía a celebrar una audiencia, Wencheng (nombre póstumo de la concubina Zhang) lo despidió hasta la puerta de la corte de palacio, le acarició la espalda y le dijo: "Esposo mío, no lo olvides, hoy comisionado de palacio". El emperador dijo: "De acuerdo, de acuerdo". Cuando emitió su edicto, Bao Zheng pidió la palabra. Bao habló largo y tendido sobre las razones para oponerse, pronunció cientos de frases repetidas, su voz era tan fuerte y agitada que la saliva salpicó la cara del emperador. El emperador, para detenerlo, renunció (al edicto). Wencheng, ... al recibir (al emperador), se inclinó y dio las gracias. El emperador, limpiándose la cara con la manga, dijo: "... Todo lo que sabes es pedir un comisionado de palacio, un comisionado de palacio. ¿No sabes que Bao Zheng es el vicecensor en jefe?"

Durante sus años al servicio del gobierno, Bao hizo que treinta altos funcionarios fueran degradados o destituidos por corrupción, soborno o incumplimiento del deber. Además, como censor imperial, Bao evitó el castigo a pesar de que muchos otros censores imperiales contemporáneos habían sido castigados por declaraciones menores.

## Como prefecto de Kaifeng
En 1057, Bao fue nombrado magistrado de la capital de Bian (actual Kaifeng). Bao ocupó el cargo durante apenas un año, pero puso en marcha varias reformas administrativas materiales, entre ellas la de permitir a los ciudadanos presentar directamente sus quejas a los administradores de la ciudad, obviando así a los secretarios municipales, que se consideraban corruptos y a sueldo de las familias poderosas locales.
Aunque Bao ganó mucha fama y popularidad gracias a sus reformas, su servicio tras el cargo de magistrado de Bian fue controvertido. Por ejemplo, cuando Bao destituyó a Zhang Fangping (張方平), que ocupaba simultáneamente tres cargos importantes, Bao fue nombrado para estos cargos como sucesor de Zhang. Ouyang Xiu (欧阳修) presentó entonces una reprimenda contra Bao.
Bao también había sido ministro de Finanzas. A pesar de su alto rango en el gobierno, Bao llevaba una vida modesta como un plebeyo.
Aparte de su intolerancia a la injusticia y la corrupción, Bao era conocido por su piedad filial y su comportamiento severo. En vida, Bao se ganó el nombre de «juez de cara de hierro» (鐵面判官) y también se decía entre el público que su sonrisa era «más rara que las aguas claras del río Amarillo».
Debido a su fama y a la solidez de su reputación, el nombre de Bao se convirtió en sinónimo del idealizado «funcionario honesto y recto» (清官), y rápidamente se convirtió en un tema popular de los primeros dramas y literatura vernácula. Bao también se asoció con el dios Yanluo (Yama) y con la «Burocracia Infernal» de la Marcha Oriental, debido a su supuesta capacidad para juzgar los asuntos en el más allá igual que los juzgaba en el reino de los vivos.

## Familia
Bao Zheng tuvo dos esposas, Lady Zhang y Lady Dong. Bao tuvo un hijo, Bao Yi (包繶), nacido en 1033, y dos hijas con Lady Dong. Su único hijo, Bao Yi, murió en 1053 a una edad relativamente temprana siendo funcionario del gobierno, dos años después de su matrimonio con Lady Cui (崔氏). El hijo de Bao Yi, Bao Wenfu (包文辅), murió prematuramente a los cinco años.
Sin embargo, cuando una joven criada, Lady Sun (媵妾孙氏) de la familia de Bao Zheng, se quedó embarazada, Bao la despidió para que regresara a su pueblo natal. Lady Cui, la esposa de Bao Yi, al saber que la criada estaba embarazada de su suegro, siguió enviando dinero y ropa a su casa. Al nacer el hijo de Lady Sun llamado Bao Yan (包𫄧) en 1057, Lady Cui lo llevó en secreto a su casa para acogerlo. Al año siguiente, lo devolvió a su padre biológico, permitiendo así la continuación de la línea familiar de Bao. Para alegría de Bao Zheng y su esposa, rebautizaron a su nuevo hijo como Bao Shuo (包綬).
La esposa de Bao Yi, Lady Cui, fue muy elogiada en las fuentes oficiales por su devoción a la protección de la línea familiar. Esta historia influyó mucho en la formación de la leyenda de que Bao Zheng fue criado por su cuñada mayor, a la que llamaba «cuñada madre» (嫂娘).

## Muerte
Bao murió en la capital de Kaifeng (actual Kaifeng, Henan) en 1062. Consta que dejó la siguiente advertencia para su familia
Cualquiera de mis descendientes que cometa un soborno como funcionario no podrá volver a casa ni ser enterrado en el lugar de sepultura de la familia. Quien no comparta mis valores no es mi descendiente.
Bao fue enterrado en Daxingji en 1063. Su tumba fue reconstruida por los funcionarios del camino de Huaixi en 1066. La dama Dong murió en 1068 y fue enterrada junto a él.

## Periodo de la Revolución Cultural
Durante la Revolución Cultural, el Templo Baogong en el Parque Baohe de la ciudad de Hefei fue saqueado y la estatua de Bao Zheng fue arruinada. Los retratos de Bao Zheng conservados por las generaciones de sus descendientes y la genealogía de Baoshi (包氏宗譜) fueron quemados.
El personal pertinente estableció un esfuerzo de rescate de reliquias  »Grupo líder de limpieza y excavación del cementerio de Bao» (包公墓清理發掘領導小組) para excavar y limpiar el cementerio. Desenterraron los restos de Bao Zheng y las dos lápidas recién descubiertas con grabados chinos en forma de (宋樞密副使贈禮部尚書孝肅包公墓銘) y (宋故永康郡夫人董氏墓誌銘). Se descubrió que las lápidas de Bao Zheng y Lady Dong habían sido desplazadas debido a la destrucción. Además, también se excavaron y limpiaron la tumba del hijo mayor y su esposa, la tumba del segundo hijo y su esposa y la tumba del nieto Bao Yongnian (包永年). El grupo de excavación devolvió los restos de Bao Zheng y su familia a sus descendientes.
Un día de agosto de 1973, los restos de Bao Zheng y su familia fueron llevados a 11 ataúdes de madera y transportados de regreso a Dabaocun (大包村), la ciudad natal de Bao Zheng. Sin embargo, el secretario de la comuna local no permitió que los restos de sus antepasados fueran enterrados en el terreno, de lo contrario serían destruidos de inmediato.
Los descendientes de Bao Zheng, por temor a que los restos de Bao Zheng y su familia fueran destruidos, con la ayuda de un descendiente de la generación 34, Bao Zunyuan (包遵元), los escondieron en secreto en otro lugar sin saber qué hacer. Los restos, que consisten en 34 fragmentos de huesos de Bao Zheng, serían enviados más tarde a Beijing para una investigación forense antes de ser devueltos al cementerio recién reconstruido.

## Cementerio reconstruido

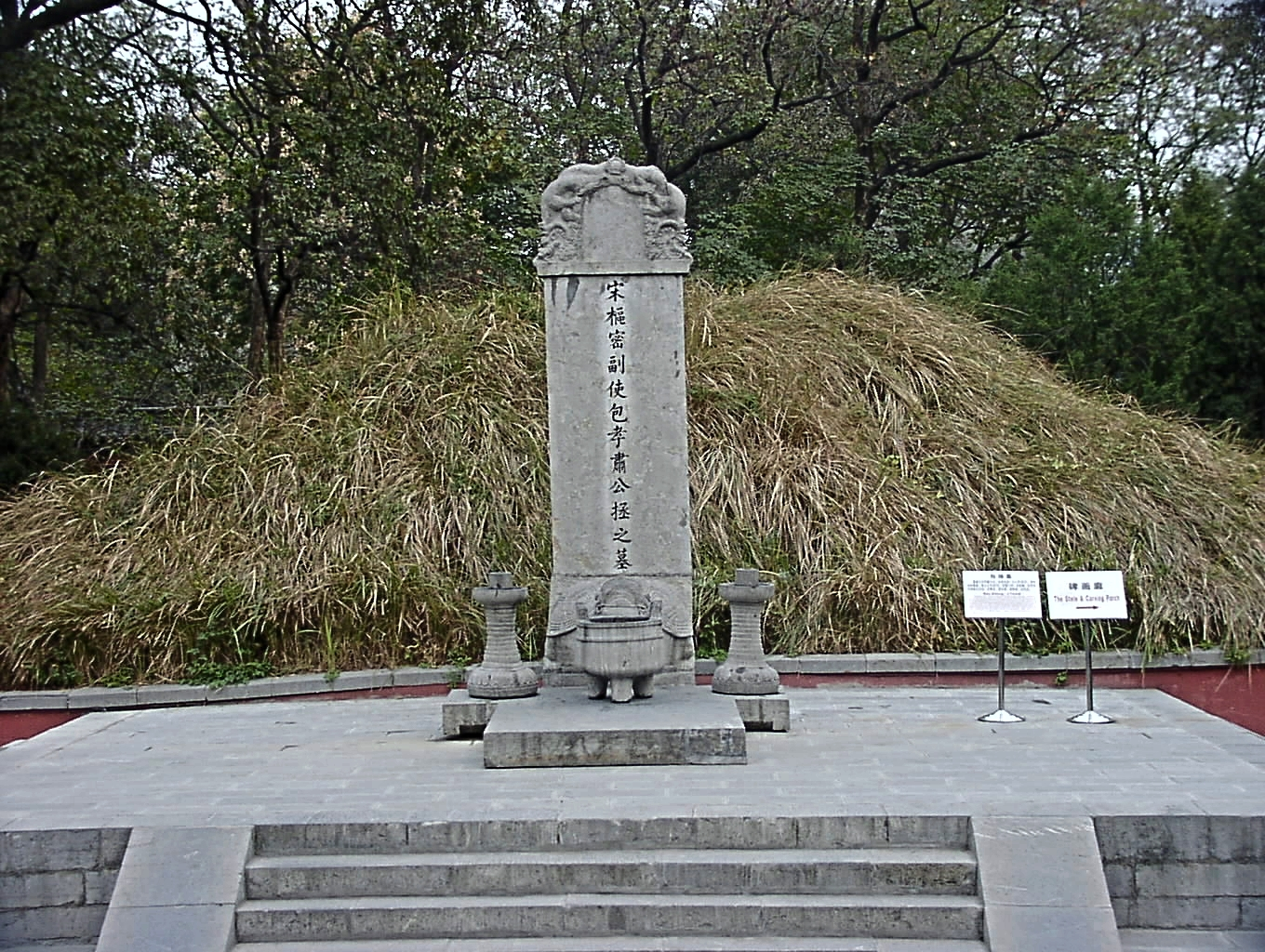
Tumba de Bao Zheng en el Distrito de Luyang, Hefei, Anhui, China

El cementerio de Bao Gong (包公墓园) se reconstruyó junto al templo de Bao Gong en Hefei, en la zona boscosa de Henan, en 1985, y se completó en 1987 para conservar los restos de Bao Zheng y los artefactos de las antiguas tumbas. En cuanto a la ubicación exacta del resto de los restos de Bao Zheng y su familia, sus descendientes se mantuvieron en silencio.

## Descendientes notables
- 9th generation: Bao Hui
- 27th generation: Bao Fang Wu
- 28th generation: Pao Siu Loong
- 29th generation: Yue-Kong Pao, Yue-Shu Pao, Pao Teh-ming
- 30th generation: Anna Pao Sohmen, Bessie Pao Woo, Cissy Pao-Watari, Doreen Pao
- 32nd generation: Bao Zhenming
- 33th generation: Bao Huacheng, Bao Huazhang, Bao Huabing, Bao Huajun, Bao Huaxiu, Bao Shengdong, Run Bao, Anthony Bao, Tino Bao

34th generation: Bao Tingzheng, Bao Wei, Bao Dan, Bao Huifang, Bao Yong, Bao Zunxin

## Leyenda

### Tradiciones literarias

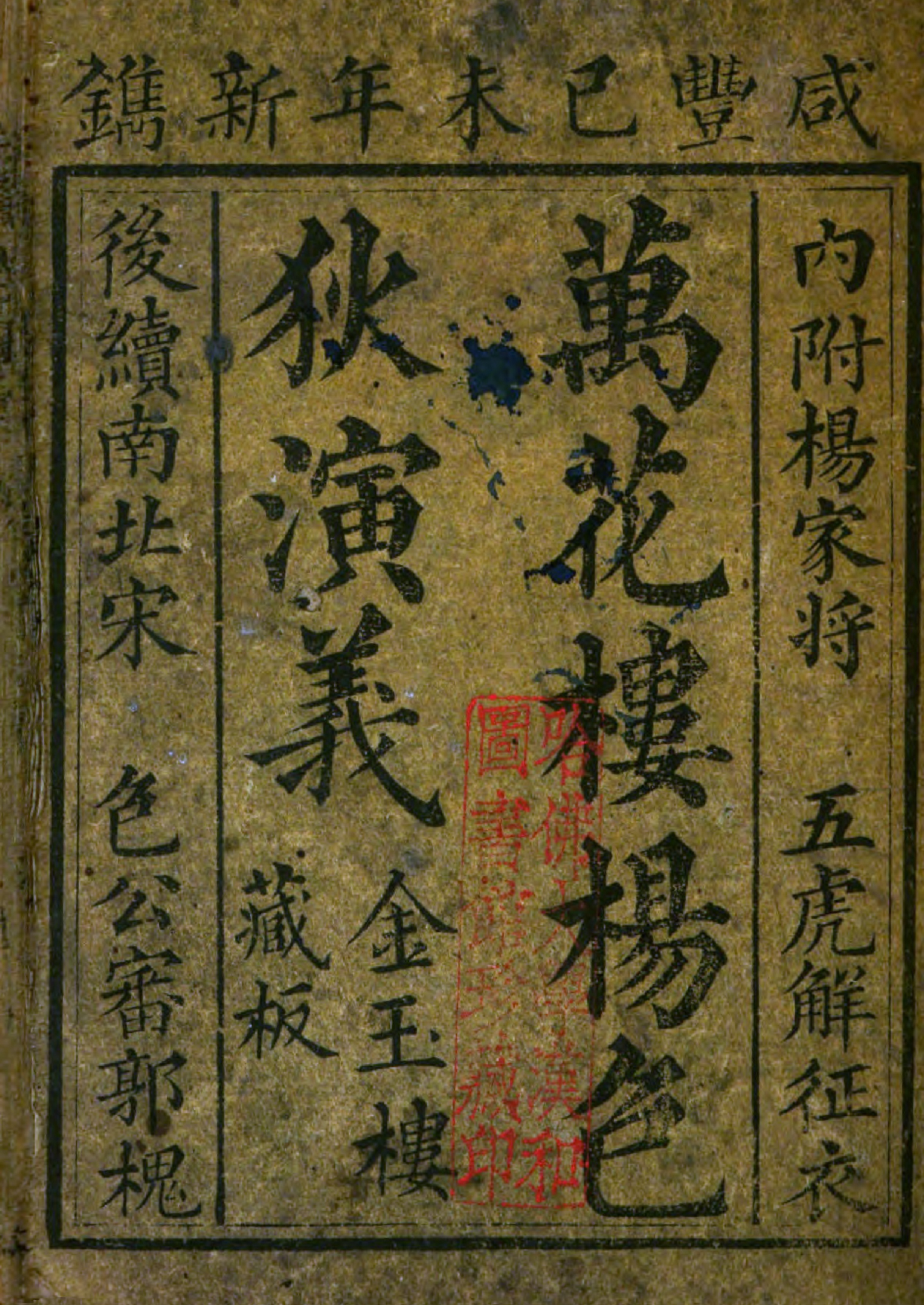
Pabellón de las Diez Mil Flores, impreso en 1859 por la Sede de Oro y Jade (金玉樓), mostrando a Bao Zheng como personaje principal

Las historias de Bao Zheng se volvieron a contar y se conservaron especialmente en forma de artes escénicas como la ópera china y el pingshu. Las formas escritas de su leyenda aparecieron en la dinastía Yuan en forma de Qu. La ficción vernácula del juez Bao fue popular en las dinastías Ming y Qing. Protagonista habitual de la ficción gong'an, las historias del juez Bao giran en torno a él, un magistrado que investiga y resuelve casos criminales. Cuando Sherlock Holmes fue traducido por primera vez al chino en la dinastía Qing, los chinos llamaron a Sherlock «el juez Bao inglés».
En la dinastía Yuan, muchas obras de teatro (en forma de qu y zaju) tuvieron a Bao Zheng como personaje central. Estas obras incluyen:
- El rescriptor Bao investiga con astucia el círculo de tiza (包待制智勘灰闌記) de Li Qianfu
- Rescriptor Bao investiga tres veces el sueño de la mariposa (包待制三勘蝴蝶夢) de Guan Hanqing, la traducción al inglés se encuentra en Yang & Yang 1958
- Rescriptor Bao ejecuta astutamente al funcionario de la corte Lu (包待制智斬魯齋郎) de Guan Hanqing, la traducción al inglés puede encontrarse en Yang & Yang 1958 (como The Wife-Snatcher).
- Rescriptor Bao vende arroz en Chenzhou (包待制陳州糶米), la traducción al inglés se encuentra en Hayden 1978
- Ding-ding Dong-dong: El fantasma de la olla (玎玎當盆兒鬼), la traducción al inglés puede encontrarse en Hayden 1978
- El rescriptor Bao investiga con astucia la flor del patio trasero (包待制智勘後庭花) de Zheng Tingyu, la traducción al inglés puede encontrarse en Hayden 1978

También se descubrieron de este periodo algunas baladas que habían sido traducidas por Wilt L. Idema en 2010.
La novela del siglo XVI Bao Gong An de An Yushi (安遇時) (traducida parcialmente por Leon Comber en 1964) aumentó su popularidad y añadió un elemento detectivesco a sus leyendas.
La novela del siglo XIX Los siete héroes y los cinco galanes, del narrador Shi Yukun (石玉昆) (traducida parcialmente por Song Shouquan en 1997, así como por Susan Blader en 1997[24]) añadió un giro wuxia a sus historias.
En Pabellón de las Diez Mil Flores (萬花樓), Cinco Tigres Conquistan el Oeste (五虎平西), Cinco Tigres Conquistan el Sur (五虎平南) y Cinco Tigres Conquistan el Norte (五虎平北), cuatro novelas wuxia en serie compuestas por Li Yutang (李雨堂) durante la dinastía Qing, Bao Zheng, Di Qing y Yang Zongbao aparecen como personajes principales.
En Lo que el maestro no quiso discutir (子不語), un biji de la dinastía Qing escrito por Yuan Mei (袁枚), aparece Bao Zheng, así como la creencia de que era capaz de juzgar los asuntos tanto de los seres humanos como de los sobrenaturales.

### Historias ficticias

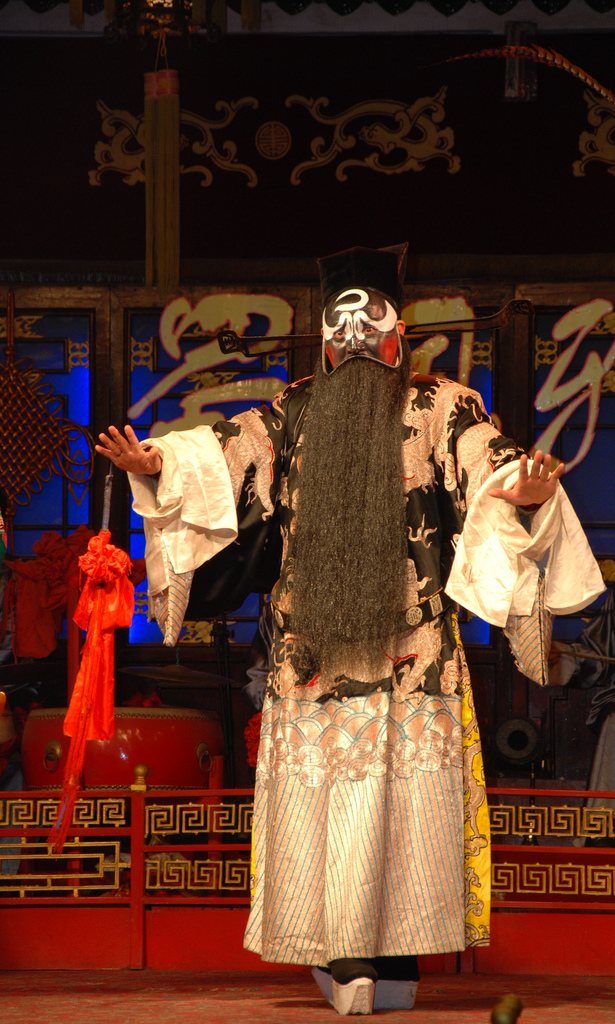
Bao Zheng representado por un actor de ópera pequinesa.

En la ópera o el teatro, se le suele representar con la cara negra y una marca de nacimiento blanca en forma de media luna en la frente.
En las leyendas, por haber nacido de piel oscura y extremadamente feo, Bao Zheng fue considerado maldito y desechado por su padre nada más nacer. Sin embargo, su virtuosa cuñada mayor, que acababa de tener un bebé llamado Bao Mian (包勉), recogió a Bao Zheng y lo crio como si fuera su propio hijo. Por ello, Bao Zheng se refería a la madre de Bao Mian como «cuñada».
En la mayoría de las dramatizaciones de sus historias, utilizaba un juego de guillotinas (鍘刀, «cuchillo de palanca»), que le había regalado el emperador, para ejecutar a los criminales:
- El decorado con una cabeza de perro (狗頭鍘 o 犬頭鍘) se utilizaba con los plebeyos.

- La decorada con una cabeza de tigre (虎頭鍘) se utilizaba en los funcionarios del gobierno.
- La decorada con una cabeza de dragón (龍頭鍘 o 火龍鍘) se utilizaba en personajes reales.

El emperador anterior le concedió una vara de oro (金黄夏楚) con la que estaba autorizado a castigar al emperador actual. También se le concedió una espada imperial (尚方寶劍) del anterior emperador; siempre que se exhibía, las personas de alrededor, independientemente de su clase social, debían rendir respeto y acatamiento a la persona que la exhibía como si fuera el emperador. Todas las guillotinas de Bao Zheng estaban autorizadas a ejecutar a cualquier persona sin obtener primero la aprobación del emperador, mientras que algunos relatos afirman que la espada imperial era una licencia para ejecutar a cualquier miembro de la realeza antes de informar.
Es famoso por su postura intransigente contra la corrupción entre los funcionarios del gobierno de la época. Defendió la justicia y se negó a ceder ante los poderes superiores, incluido el suegro del emperador (國丈), que también fue nombrado Gran Tutor (太師) y era conocido como Gran Tutor Pang (龐太師). Trataba a Bao como un enemigo. Aunque el Gran Tutor Pang es representado a menudo en el mito como un villano arquetípico (arrogante, egoísta y cruel), las razones históricas de su amarga rivalidad con Bao siguen sin estar claras.
Bao Zheng también se las arregló para mantener su favoritismo cultivando una larga amistad con uno de los tíos del emperador Renzong, el octavo príncipe imperial (八王爺) y primer ministro Wang Yanling (王延齡).
En muchas historias, Bao suele ir acompañado de su hábil guardaespaldas Zhan Zhao (展昭) y de su secretario personal Gongsun Ce (公孙策). Zhan es un hábil artista marcial, mientras que Gongsun es un inteligente consejero. Cuando Sherlock Holmes fue traducido por primera vez al chino, Watson fue comparado con Gongsun Ce. También hay cuatro ejecutores llamados Wang Chao (王朝), Ma Han (馬漢), Zhang Long (張龍) y Zhao Hu (趙虎). Todos estos personajes son presentados como justos e incorruptibles.
Debido a su fuerte sentido de la justicia, es muy popular en China, especialmente entre los campesinos y los pobres. Se convirtió en objeto de la literatura y de las modernas series de televisión chinas en las que aparecen sus aventuras y casos.

### Casos famosos

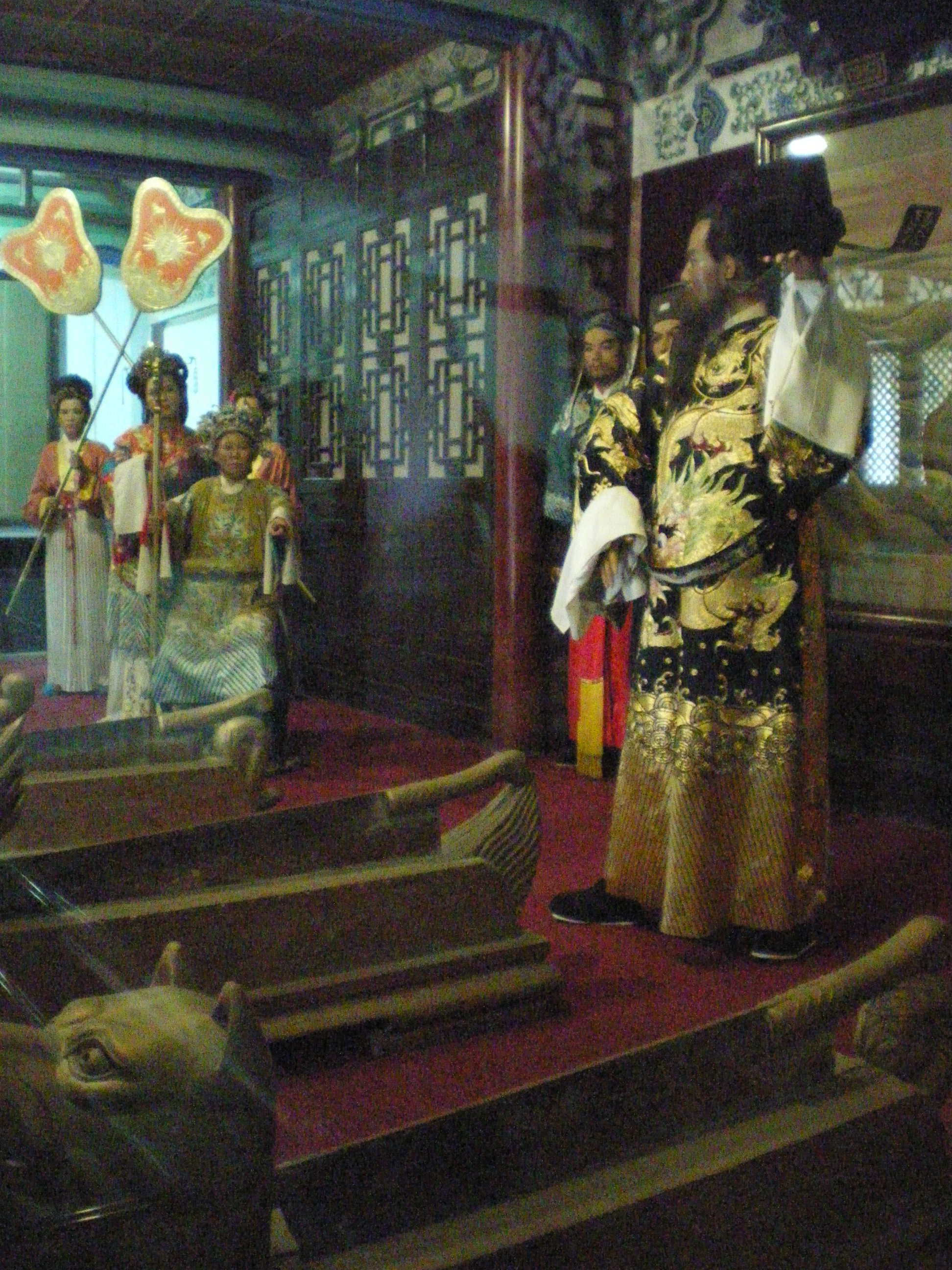
Esculturas dentro del Templo Memorial del Señor Bao, una atracción turística en Keifeng, Henan, China. En esta escena, el intrépido Bao Zheng se quita su sombrero oficial para confrontar la Emperatriz Viuda, para llevar a cabo la ejecución del príncipe consorte Chen Shimei.

Todos estos casos han sido los favoritos en la ópera china.
- El caso de la ejecución de Chen Shimei (鍘美案): Chen Shimei tenía dos hijos con su esposa Qin Xianglian, cuando los dejó en su pueblo natal para presentarse al examen imperial en la capital. Tras colocar al primero, mintió sobre su matrimonio y se convirtió en el nuevo cuñado del emperador. Años más tarde, una hambruna obligó a Qin y a sus hijos a trasladarse a la capital, donde se enteraron de lo sucedido a Chen. Qin encontró finalmente la forma de reunirse con Chen y le rogó que ayudara al menos a sus hijos. Chen no sólo se negó, sino que envió a su sirviente Han Qi a matarlos para ocultar su secreto, pero Han ayudó a la familia a escapar y se suicidó. Desesperada, Qin llevó su caso a Bao Zheng, quien engañó a Chen ante la corte para que lo arrestaran. La familia imperial intervino con amenazas, pero Bao lo ejecutó de todos modos.

Ejecución de Bao Mian (鍘包勉): Cuando Bao Zheng era un bebé, fue criado por su cuñada mayor, Wu, como un hijo. Años más tarde, el único hijo de Wu, Bao Mian, se convirtió en magistrado y fue condenado por soborno y prevaricación. Ante la imposibilidad de cumplir con los conceptos confucianos de lealtad y piedad filial, un emocionado Bao Zheng estuvo a punto de ejecutar a su sobrino a regañadientes. Al final, los verdaderos sospechosos fueron obligados a confesar y la sentencia de Bao Mian fue conmutada.
- Gato de civeta intercambiado por príncipe heredero (狸貓換太子): Bao Zheng conoció a una mujer que decía ser la madre del emperador reinante Renzong. Decenas de años antes, había sido la consorte Li, una concubina imperial del emperador Zhenzong, antes de caer en desgracia por haber dado a luz supuestamente a un sangriento (y muerto) gato de algalia. En realidad, la celosa consorte Liu había conspirado con el eunuco Guo Huai (郭槐) para cambiar en secreto al bebé de Li por una gata de civeta desollada minutos después del parto y ordenó a la criada de palacio Kou Zhu que matara al bebé. Sin embargo, Kou entregó el bebé al eunuco jefe Chen Lin (陳琳), que llevó en secreto al niño al Octavo Príncipe, hermano menor del emperador Zhenzong. Más tarde, Kou fue torturado hasta la muerte por Guo cuando la consorte Liu empezó a sospechar que el niño había sobrevivido. El niño fue criado por el Octavo Príncipe como si fuera su propio hijo y posteriormente fue elegido para suceder al Emperador Zhenzong, que había muerto sin heredero. Debido al paso del tiempo, la recopilación de pruebas fue un reto. Con la ayuda de una mujer vestida como el fantasma de Kou, Bao se disfrazó de Yama, señor del Infierno, para jugar con el miedo de Guo a lo sobrenatural y la culpa, y así conseguir su confesión. Cuando el veredicto fue emitido, el emperador se mostró reacio a aceptar a la consorte Li. Entonces, Bao amonestó al emperador y ordenó que fuera golpeado por falta de piedad filial. En su lugar, el emperador fue golpeado con la Túnica del Dragón. El emperador Renzong acabó aceptando a su madre y la elevó como nueva emperatriz viuda.

- El caso de los dos clavos (雙釘記): Bao Zheng investigó la sospechosa muerte de un hombre cuya causa se había dictaminado como natural. Tras la autopsia, su forense confirmó el informe anterior de que no había lesiones en todo el cuerpo. En su casa, el forense discutió el caso con su esposa, quien mencionó que alguien podía forzar clavos de acero largos en el cerebro sin dañar el cuerpo. Al día siguiente, el forense encontró efectivamente un clavo largo, y la viuda del muerto fue arrestada; confesó haber cometido adulterio y marticidio. Después, Bao Zheng comenzó a interrogar a la mujer del forense y se enteró de que éste era su segundo marido, ya que su primer marido había muerto. Bao ordenó a sus guardias que fueran al cementerio y desenterraran el ataúd de su primer marido. Efectivamente, también había un clavo clavado en el cráneo.

- El caso de la cuenca negra (烏盆記): Un comerciante de seda llamado Liu Shichang estaba de viaje a casa cuando decidió pedir comida y alojamiento en casa de Zhao Da, el dueño de un horno de cerámica. Codicioso de las riquezas que llevaba Liu, Zhao lo mató envenenando su cena, enterrando sus restos con arcilla en su horno para hacer una cuenca negra con el fin de destruir las pruebas. Un anciano llamado Zhang Biegu, con el que Zhao tenía una deuda, no tardó en quitarle la jofaina a Zhao en lugar de pagarle en efectivo. Zhang acabó encontrándose con el fantasma de Liu, que poseía la jofaina desde su asesinato, y le contó la historia de la cruel muerte de éste a manos de Zhao. Decidido a llevar al sospechoso ante la justicia, Zhang no tardó en llevar la jofaina negra al tribunal de Bao Zheng en Kaifeng y, tras varios intentos, finalmente convenció al fantasma de Liu para que lo contara todo al juez. Como resultado, Zhao fue finalmente arrestado y ejecutado por asesinato.

### Influencia lingüística

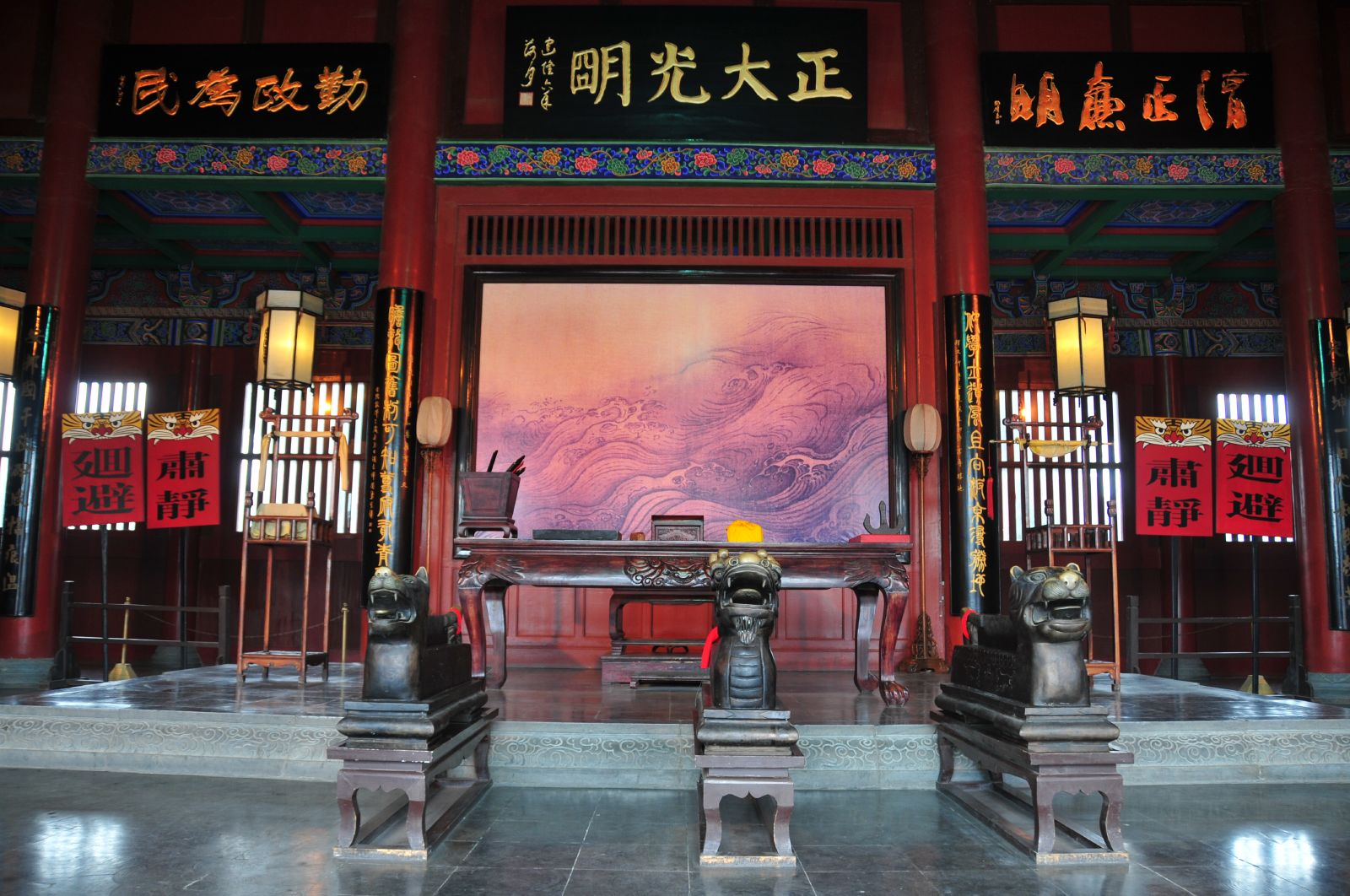
El Tribunal de Kaifeng, una atracción turística en Kaifeng, Henan, China, que muestra las tres guillotinas que supuestamente utilizó Bao Zheng.

### Novelas

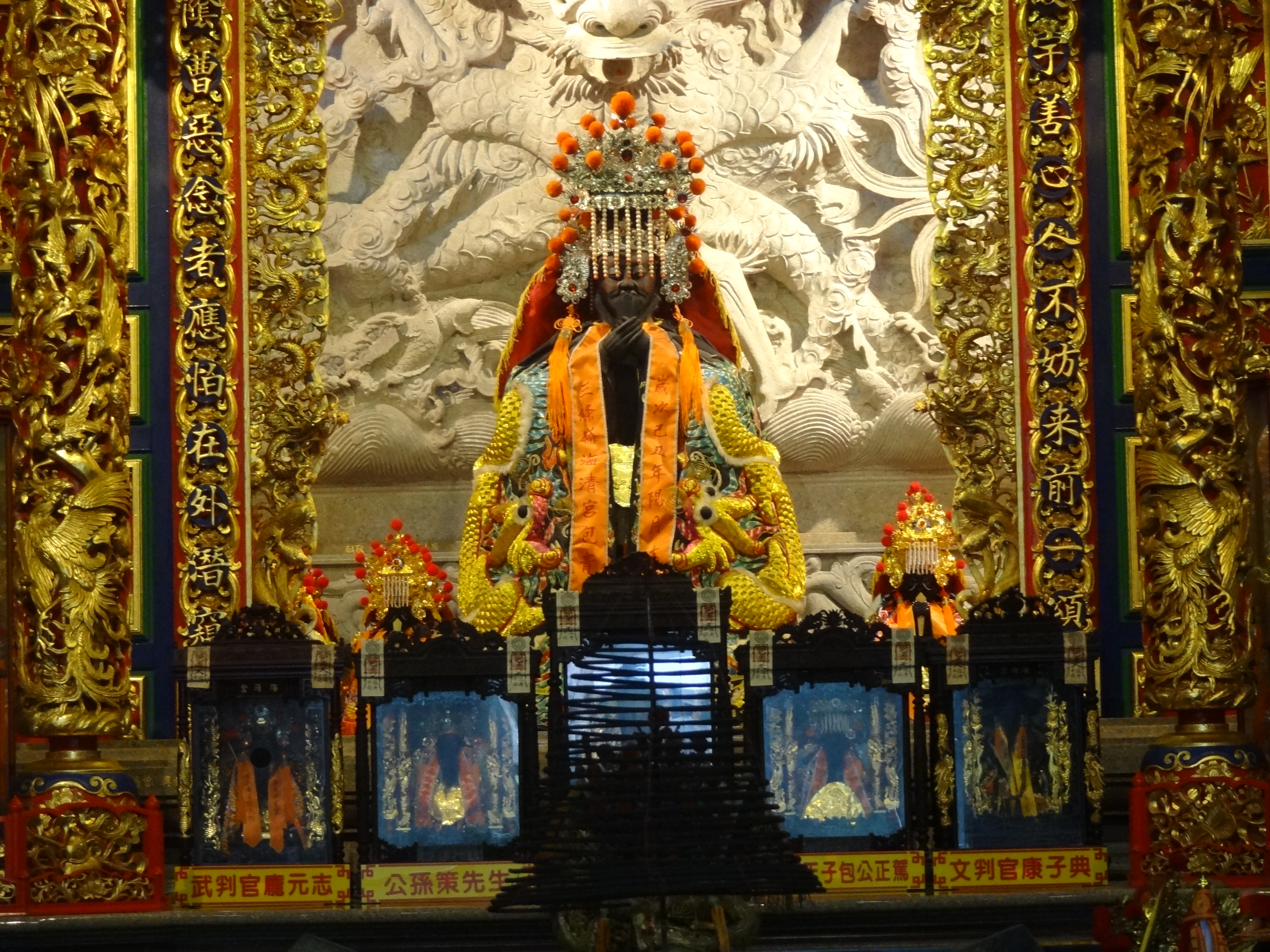
Santuario de Bao Zheng en el templo de Haiching (海清宫) en Sihu, Condado de Yunlin, Taiwán.